# Katza
Die Katza ist ein 15 km langer, orographisch linker Nebenfluss der Werra im Westen Thüringens, Landkreis Schmalkalden-Meiningen. Sie entspringt unmittelbar südwestlich von Oberkatz am Nordhang des 712 m hohen Diesburg in der Vorderrhön. In ihrem nach Nordosten gerichteten Verlauf entlang der Landesstraße 2619 passiert sie Unterkatz, Wahns und Mehmels, bis sie schließlich in Wasungen in die Werra mündet.
Erstmals schriftlich erwähnt wurde der Fluss im Jahr 1323 (inter Katzam et Werram). Der Name leitet sich nicht von der Katze ab, da das althochdeutsche kazza schwach dekliniert wurde. Möglicherweise besteht ein Zusammenhang mit dem indogermanischen *Kat- für 'Graben'.